# Scott Sutter
Scott Lee Sutter (ur. 13 maja 1986 w Londynie) – szwajcarski piłkarz grający na pozycji prawego obrońcy. Od 2017 roku jest zawodnikiem klubu Orlando City. Posiada także obywatelstwo angielskie.

## Kariera klubowa
Sutter urodził się w Londynie. Jego ojciec jest Szwajcarem, a matka Polką. Karierę piłkarską rozpoczął w londyńskim klubie Millwall. Następnie trenował także w Barnet, Aston Villi i Charltonie Athletic. W 2003 roku trafił do Szwajcarii i w wieku 17 lat został piłkarzem Grasshopper Club. W 2004 roku awansował do kadry pierwszej drużyny. 23 maja 2004 roku zadebiutował w pierwszej lidze szwajcarskiej w przegranym 1:2 wyjazdowym spotkaniu z Neuchâtel Xamax. W sezonie 2005/2006 stał się podstawowym zawodnikiem Grasshoppers. W latach 2007–2009 rozegrał tylko 3 ligowe spotkania na skutek kontuzji kostki i operacji.
W czerwcu 2009 roku Sutter zmienił klub i przeszedł do BSC Young Boys podpisując kontrakt do lipca 2012 roku. W barwach Young Boys zadebiutował 14 lipca 2009 roku w wygranym 3:2 wyjazdowym spotkaniu z FC Zürich. Na koniec sezonu 2009/2010 został z Young Boys mistrzem Szwajcarii.
| Sezon   | Klub             | Kraj              | Rozgrywki    | Mecze | Bramki |
| ------- | ---------------- | ----------------- | ------------ | ----- | ------ |
| 2003/04 | Grasshopper Club | Szwajcaria        | Super League | 1     | 0      |
| 2004/05 | Grasshopper Club | Szwajcaria        | Super League | 1     | 0      |
| 2005/06 | Grasshopper Club | Szwajcaria        | Super League | 27    | 0      |
| 2006/07 | Grasshopper Club | Szwajcaria        | Super League | 28    | 2      |
| 2007/08 | Grasshopper Club | Szwajcaria        | Super League | 0     | 0      |
| 2008/09 | Grasshopper Club | Szwajcaria        | Super League | 3     | 0      |
| 2009/10 | BSC Young Boys   | Szwajcaria        | Super League | 28    | 1      |
| 2010/11 | BSC Young Boys   | Szwajcaria        | Super League | 32    | 0      |
| 2011/12 | BSC Young Boys   | Szwajcaria        | Super League | 13    | 0      |
| 2011/12 | FC Zürich        | Szwajcaria        | Super League | 13    | 1      |
| 2012/13 | BSC Young Boys   | Szwajcaria        | Super League | 25    | 0      |
| 2013/14 | BSC Young Boys   | Szwajcaria        | Super League | 29    | 2      |
| 2014/15 | BSC Young Boys   | Szwajcaria        | Super League | 24    | 0      |
| 2015/16 | BSC Young Boys   | Szwajcaria        | Super League | 15    | 1      |
| 2016/17 | BSC Young Boys   | Szwajcaria        | Super League | 19    | 1      |
| 2016/17 | Orlando City     | Stany Zjednoczone | MLS          | 0     | 0      |

## Kariera reprezentacyjna
W swojej karierze Sutter występował w reprezentacji Szwajcarii U-21. W dorosłej reprezentacji zadebiutował 3 września 2010 roku w zremisowanym 0:0 towarzyskim spotkaniu z Australią, gdy w 46. minucie zmienił Stephana Lichtsteinera.
| Mecze i gole w reprezentacji | Mecze i gole w reprezentacji | Mecze i gole w reprezentacji | Mecze i gole w reprezentacji | Mecze i gole w reprezentacji | Mecze i gole w reprezentacji | Mecze i gole w reprezentacji |
| #                            | Data                         | Stadion                      | Rywal                        | Wynik                        | Gol                          | Rozgrywki                    |
| 2010                         | 2010                         | 2010                         | 2010                         | 2010                         | 2010                         | 2010                         |
| ---------------------------- | ---------------------------- | ---------------------------- | ---------------------------- | ---------------------------- | ---------------------------- | ---------------------------- |
| 1.                           | 03.09.2010                   | St. Gallen, Szwajcaria       | Australia                    | 0:0                          | 0                            | towarzyski                   |
| 2.                           | 08.10.2010                   | Podgorica, Czarnogóra        | Szwajcaria                   | 0:1                          | 0                            | el. Euro 2012                |